# Club Fútbol Sala Uruguay Tenerife
El Club de Fútbol Sala Uruguay Tenerife es un equipo profesional español de fútbol sala de Santa Cruz de Tenerife. 
Su nombre hace referencia al Barrio Uruguay y disputa sus partidos como local en el Pabellón Quico Cabrera de la capital tinerfeña.  

## Historia

### 2011-12: el salto a LNFS
En junio de 2012 el Uruguay Tenerife se convirtió en equipo profesional. Tras empatar el partido de vuelta en el Pabellón de La Solana de Madrid (4-4) con un gol de Ayose Suárez en el último minuto, el conjunto celeste hacía buena la victoria en casa del partido de ida (4-3) frente al Kelme Navalagamella y, por ende, ascendía a la Segunda División del fútbol sala español junto al Montesinos Jumilla y al Nazareno.

### 2012-2014: el paso por la categoría de plata
A pesar de no lograr la permanencia en la categoría de plata la temporada 2012/13 en su primer año como equipo profesional, quedando 14º; por tanto colista, un cambio en el formato de 14 a 16 equipos permitía que el Uruguay Tenerife formara parte un año más de dicha categoría. 
Ese verano el club se reforzaba y la siguiente campaña pasaba como líder gran parte de la competición. No obstante, una derrota en tierras valencianas frente al Levante UD DM (7-6) provocaba que el Uruguay Tenerife finalizara en 2ª posición. En este sentido, perdía el ascenso directo, pero se clasificaba para la fase de ascenso a División de Honor.
El 1 de junio de 2014 el Uruguay Tenerife devolvía, después de 21 años, la máxima categoría del fútbol sala español a Tenerife. Anteriormente, residió en la División de Honor de la LNFS el Tenerife Iberia Toscal. En este sentido, con Francis Arocas como técnico, los celestes ganaban el tercer partido por el ascenso al Elche FS por 6-4 y eliminado al Brihuega FS en la ronda anterior. 